# Copa Juan Pinto Durán 1981
La Copa Juan Pinto Durán de 1981, fue la séptima edición de este torno.
Esta versión del torneo se jugó en las ciudades de Santiago, en Chile y Montevideo, en Uruguay, en partidos de ida y vuelta los días 29 de abril y 15 de julio. La selección de Uruguay obtiene su cuarto trofeo, aumentando su distancia en 2 copas.

## Partidos
| 29 de abril de 1981 | Chile            | 1:2 (0:0) | Uruguay                                           | Estadio Nacional, Santiago de Chile                       |                                                           |
|                     | Manuel Rojas 57' | Reporte   | Julio César Núñez 67' (pen.) · Nelson Agresta 73' | Asistencia: 27.105 espectadores Árbitro(s): Teodoro Nitti | Asistencia: 27.105 espectadores Árbitro(s): Teodoro Nitti |

| 15 de julio de 1981 | Uruguay | 0:0     | Chile | Estadio Centenario, Montevideo                         |                                                        |
|                     |         | Reporte |       | Asistencia: 7.500 espectadores Árbitro(s): Abel Gnecco | Asistencia: 7.500 espectadores Árbitro(s): Abel Gnecco |

## Tabla
| Selección | Pts. | PJ | PG | PE | PP | GF | GC | Dif. |
| --------- | ---- | -- | -- | -- | -- | -- | -- | ---- |
| Uruguay   | 2    | 2  | 1  | 1  | 0  | 2  | 1  | +1   |
| Chile     | 1    | 2  | 0  | 1  | 1  | 1  | 2  | -1   |

| Bandera de Uruguay         |
| Campeón Uruguay 4to título |